# Tombé sous le charme
Tombé sous le charme is een nummer van de Franse zanger Christophe Maé uit 2013. Het is de eerste single van zijn vierde studioalbum Je veux du bonheur.
"Tombé sous le charme" is een vrolijk popnummer dat gaat over verliefd worden en gefascineerd zijn door iemands aanwezigheid. Het nummer werd een hit in Franstalig Europa en bereikte de 11e positie in Frankrijk. In Vlaanderen kwam het tot de 82e positie in de Tipparade.

## Tracklijst
- Muziekdownload

1. "Tombé sous le charme" - 4:01